# 한스 베테
한스 알브레히트 베테(독일어: Hans Albrecht Bethe, 1906년 7월 2일 - 2005년 3월 6일)는 독일 태생 미국의 물리학자이다. 핵물리학에 공헌하였으며, '태양과 별에서 에너지가 어떻게 생성되는지에 대해 연구'한 공로로 1967년 노벨 물리학상을 수상하였다.

## 학력
- ~1924년: 프랑크푸르트 대학교 물리학 학사
- ~1928년: 뮌헨 대학교 물리학 박사

## 생애
프랑크푸르트 대학교에서 학사 학위를, 뮌헨 대학교에서 박사 학위를 수여받았다. 나치가 정권을 잡은 1933년 독일에서 영국으로 피해 1935년에는 미국 코넬 대학교의 교수가 된다. 미국으로 이주한 베테는 원자핵 물리학 이론과 실험에 대한 내용들을 논문으로 발표한다. 이 논문은 원자핵 물리학을 전공하는 학생들의 교과서가 되었으며. 원자핵 물리학에 대한 ‘베테의 바이블’이라고 부르기도 했다.
제2차 세계대전 와중에 오펜하이머에게 초대되어 캘리포니아 대학 버클리로 특별 여름 회의에 참가하게 된다. 이 회의에서 원자 폭탄에 대한 개략적인 설명을 듣는다. 오펜하이머가 로스앨러모스에 비밀 무기 연구소를 개설했을 때, 베테는 이론 부분의 감독으로 임명된다. 그는 우라늄과 같은 무거운 원소의 농축은 실현 가능성이 없다고 처음에는 거절하였지만 시카고대학에서 진행 중인 원자로 건설현장을 본 후 연쇄반응을 이용해 플루토늄 생산이 가능하다는 확신을 갖게 된다.
1942년 오펜하이머와 베테가 참석한 이론물리학자 그룹의 토론회에서 핵융합반응의 이용 가능성에 대해 처음으로 공식적인 논의를 하게 된다. 이후 이론물리학자 그룹에서는 원자폭탄의 구조를 비롯하여 폭발 시 버섯구름의 생성, 충격파의 전파, 발생하는 열량, X선과 방사선의 종류와 양, 충격파의 전파 모양 등 구체적인 폭탄 설계에 필요한 이론적인 계산을 논의했다.
베테는 이때 리처드 파인만(Richard Phillips Feynman)과 함께 ‘베테-파인만 방정식'으로 부르는 원자폭탄의 효율을 계산하는 공식을 만들었다. 그리고 1945년 뉴멕시코주의 실험장에서 폭발 실험을 함으로써 계산의 정확성을 입증했다.
베테는 에드워드 텔러(Edward Teller)와 함께 수소폭탄의 원리가 되는 핵융합 이론도 세웠다.
제2차세계대전이 끝나고 교수로 돌아온 베테는 연구에만 몰두하였는데, 특히 태양과 같은 항성 내부에서 발생하는 에너지는 수소가 뭉쳐 헬륨이 되는 핵융합반응을 통해 생성된다는 이론을 주로 연구했다.
전후 베테는 수소 폭탄 개발 계획에 반대했지만, 해리 트루먼 대통령이 개발 계획을 선언하고, 한국 전쟁이 발발하자 계획에 참가해 개발에 중요한 역할을 완수했다. 그는 계획의 종료까지 관여하였지만, 개인적으로는 수소 폭탄 제조가 불가능하기를 바랐다.
1967년, 「원자핵 반응 이론에의 공헌, 특히 별의 내부에 있어서의 에너지 생성에 관한 발견」의 공로로 노벨 물리학상을 수상했다.

## 참고 문헌
- Bernstein, Jeremy (1980). 《Hans Bethe, Prophet of Energy》. New York: Basic Books. ISBN 978-0-465-02903-7.
- Bethe, Hans A. (1991). 《The Road from Los Alamos》. New York: American Institute of Physics. ISBN 978-0-88318-707-4.
- Brian, Denis (2001). 《The Voice Of Genius: Conversations With Nobel Scientists And Other Luminaries》. Cambridge, Massachusetts: Perseus Pub. ISBN 9780738204475.
- Hoddeson, Lillian; Paul W. Henriksen, Roger A. Meade, Catherine L. Westfall (1993). 《Critical Assembly: A Technical History of Los Alamos During the Oppenheimer Years, 1943–1945》. New York: Cambridge University Press. ISBN 0-521-44132-3. OCLC 26764320.
- Schweber, Silvan S. (2006). 《In the Shadow of the Bomb: Bethe, Oppenheimer, and the Moral Responsibility of the Scientist》. Princeton: Princeton University Press. ISBN 978-0-691-12785-9.
- Schweber, Silvan S. (2012). 《Nuclear Forces: The Making of the Physicist Hans Bethe》. Cambridge, Massachussetts: Harvard University Press. ISBN 978-0-674-06587-1.
- Szasz, Ferenc Morton (1992). 《British Scientists and the Manhattan Project: the Los Alamos Years》. New York: St. Martin’s Press. ISBN 9780312061678. OCLC 23901666.